# Преформизм

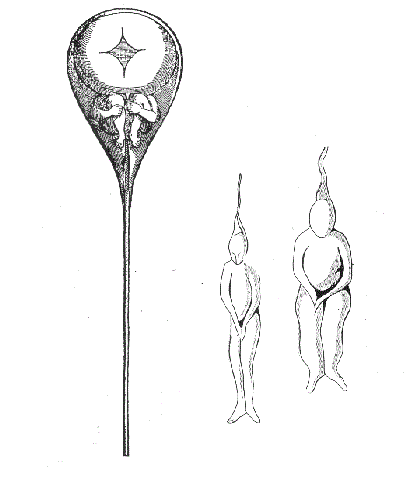
Гомункул в сперматозоиде. Рисунок Н. Хартсекера (1694)

Ян Сваммердам, Miraculum naturae sive uteri muliebris fabrica, 1729

Преформизм (от лат. «заранее образую») — учение о наличии в половых клетках материальных структур, предопределяющих развитие зародыша и признаки развивающегося из него организма.
Преформизм возник на базе господствовавшего в XVII—XVIII вв. представления о преформации, согласно которому зародыш уже сформирован в половых клетках, и его дальнейшее развитие заключается только в увеличении в размерах.
Учёные того времени разделились на анималькулистов и овистов. Первые считали, что зародыш содержится в сперматозоидах, вторые — в яйцеклетках.
Преформистами были такие ученые, как Антони Левенгук, Марчелло Мальпиги и др.
В борьбе с идеями преформизма большую роль сыграли учения Карла Бэра, который установил, что в процессе онтогенеза сначала появляются самые общие признаки типа, к которому относится животное, затем последовательно развиваются признаки класса, отряда, семейства, рода, вида и, наконец, индивидуальные признаки особи.